# Presles (Dolina Oise)
Presles – miejscowość i gmina we Francji, w regionie Île-de-France, w departamencie Dolina Oise.
Według danych na rok 1990 gminę zamieszkiwało 3566 osób, a gęstość zaludnienia wynosiła 358 osób/km² (wśród 1287 gmin regionu Île-de-France Presles plasuje się na 383. miejscu pod względem liczby ludności, natomiast pod względem powierzchni na miejscu 383.).